# Gilberto Chocce
Gilberto Chocce, né le 22 mars 1950 à Tacna, est un coureur cycliste péruvien. Il a participé aux Jeux olympiques d'été de 1972 dans les disciplines de la course en ligne et du contre-la-montre par équipes.